# یواس‌اس فرن (۱۸۶۲)
یواس‌اس فرن (۱۸۶۲) (به انگلیسی: USS Fern (1862)) یک کشتی بود که طول آن not known بود.